# Bundesstraße 522
Pour les articles homonymes, voir Route 522.
La Bundesstraße 522 est une Bundesstraße du Land de Basse-Saxe.

## Histoire
La Bundesstraße 522 est construite au milieu et à la fin des années 1970.
Elle dirige le trafic venant de l'est sur la Bundesautobahn 2 vers l'aéroport international de Hanovre-Langenhagen, car il n'y a aucune possibilité de changer pour la Bundesautobahn 352 en direction de Berlin à l'échangeur autoroutier de Hanovre-Ouest (et vice versa). Elle capte également le trafic de destination venant du nord via l'A 352 jusqu'à Hanovre et le dirige sur la Vahrenwalder Strasse en direction du centre-ville.
L'ensemble du parcours comporte quatre voies sans passage à niveau, la partie sud étant construite dans une auge. La B 522 se termine à la jonction des feux de signalisation avec la rue "Am Pferdemarkt" et continue comme une route de district (K 324) également à quatre voies, mais contrôlée par des feux de signalisation, jusqu'à l'aéroport de Hanovre-Langenhagen.

## Source
- (de) Cet article est partiellement ou en totalité issu de l’article de Wikipédia en allemand intitulé « Bundesstraße 522 » (voir la liste des auteurs).

1. ↑  (de) « Kilometerlanger Stau auf der A7 hat sich aufgelöst », sur Hannoversche Allgemeine Zeitung, 2022 (consulté le 12 octobre 2022)